# Adrian Viciu
Adrian Ioan Viciu (n. 14 ianuarie 1991, Târgu Mureș), este un fotbalist român care activează în postul de portar.